# Todnitzsee
Der Todnitzsee ist ein etwa 37,2 Hektar großes Gewässer in Bestensee, Landkreis Dahme-Spreewald. Der Natursee hat in Richtung Norden einen Abfluss zum Zeesener See und im Süden und Westen Zuflüsse über die Glunze vom Pätzer Vordersee, bzw. über den Fanggraben vom Seechen.
Das Gewässer besitzt eine geprüfte Badestelle des Ministeriums für Umwelt, Gesundheit und Verbraucherschutz (MUGV) des Landes Brandenburg mit angrenzender Liegewiese.
Die maximale Tiefe beträgt 6 m.

## Jüngere Geschichte
Am Anfang der 1980er Jahre wurde damit begonnen, den See auszubaggern. Jahrzehntelange Eintragung von Abwässern eines benachbarten Wohngebiets hatten den See verlanden lassen. Für die Arbeiten wurde eine Mole errichtet. Der aus dem See herausgeholte Schlamm wurde am Ostufer zum Abtrocknen gelagert und teilweise von LPGen abgeholt und als Felddüngung verwendet.
Im Zuge der Wiedervereinigung wurde das Projekt gestoppt. Die Mole ist bis heute erhalten.